# Економіка за один урок
«Економіка за один урок» (англ. Economics in one lesson) — книжка Генрі Гацліта присвячена основам економічної теорії, надрукована 1946 року. Гацліт писав книжку працюючи в New York Times. Успіх книжки серед читачів був для нього несподіваним, а кількість проданих примірників сягнула мільйонів. Ґрунтується на есеї Фредеріка Бастіа фр. Ce qu'on voit et ce qu'on ne voit pas (укр. Що видно і що не видно).
«Один урок» наводиться в першій частині книги:
Мистецтво економіки полягає в здібності аналізувати не лише очевидні наслідки дії або політики, але й вплив на віддалену перспективу; воно полягає не лише у відстеженні наслідків цієї політики для однієї групи, а для всіх груп.
Ці принципи застосовано в наступних розділах книжки до низки економічних явищ, від оподаткування і вздуття кредитної маси до регулювання цін та мит. Крок за кроком Гацліт показує, що втручання держави на користь однієї з груп шкодить решті, і у першу чергу, споживачу. В той час як втручання може справляти враження успішного, у віддаленій перспективі воно викликає неефективність та погіршення рівня життя.
Книжка орієнтована на бачення Австрійської школи, а передмову до першого видання написав Л. Мізес.

## Зміст
Зміст 15-го ювілейного видання.
- Передмова, Стів Форбс
- Частина перша: Урок
- Частина друга: Застосування на практиці
  - Розбите вікно[1]
  - Благо руйнування
  - Громадські роботи означають податки
  - Податки пригнічують виробництво
  - Кредит відхиляє виробництво
  - Прокляття машин
  - Схеми зростання зайнятості
  - Розпуск армії та бюрократів
  - Фетиш повної зайнятості
  - Хто «захищений» митами?
  - Потяг до експорту
  - «Паритетні» ціни
  - Рятування Х промисловості
  - Як працює система цін
  - «Стабілізація» товарів
  - Державне регулювання цін
  - Що робить рентна плата
  - Закони про мінімальну зарплату
  - Чи насправді профспілки піднімають зарплату?
  - «Достатньо, аби викупити продукцію»
  - Функція прибутків
  - Примара інфляції
  - Атака на заощадження
  - Повтор уроку
- Частина третя: Урок після тридцяти років

## Відгуки про книгу
«Чудове виконання. Він каже, про що потрібно говорити, і робить це з завидною сміливістю і прямотою. Я не знаю жодної іншої книги, по якій тямущий обиватель зміг би вивчити фундаментальні економічні істини за такий короткий час». Фрідріх Гаєк, лауреат Нобелівської премії з економіки 1974 року.
«Якби за ясне економічне мислення давали Нобелівську премію, книга Гацліта стала б гідним її володарем ... Подібно до хірургу, він холоднокровно і неупереджено видаляє більшість помилок, якими обросли наші економічні провали останніх років». Джон У. Хейнс, колишній заступник міністра фінансів США.
«Він один з тих рідкісних економістів, які дійсно вміють писати». Г. Л. Менкен

## Українське видання
- Генрі Хезліт. Економіка за один урок / Пер. з англ. С. Рачинський, за ред. В. Золоторьова / К. : Well Books, 2024.— 215 с. (ISBN 9786178264062)